# Tsuneo Mori
Pour les articles homonymes, voir Mori.
Tsuneo Mori (森 恒夫, Mori Tsuneo) (né le 6 décembre 1944 à Osaka – mort le 1er janvier 1973 à Tokyo), était l'un des chefs de l’Armée rouge unifiée, un groupe terroriste, basé au Japon et actif de 1971 à 1972.
Le 17 février 1972, il est arrêté par la police japonaise et incarcéré à la prison de Tokyo où il se suicide le 1er janvier 1973.